# سراب کلان
سراب کلان، روستایی در دهستان زنگوان بخش کارزان شهرستان سیروان در استان ایلام ایران است.

## تاریخ
محمد جواد خانزادی دربارهٔ این محوطه تاریخی اظهار کرد: (شهر تاریخی (سیروان) که در بخش مرکزی شهرستان سیروان قرار دارد با قدمت بیش از ۱۶۰۰ سال یکی از زیباترین شهرهای مستحکم محسوب می‌شود). وی با بیان اینکه مجموعه بناهای این شهر تاریخی شامل برج و بارو، زیرزمین، سردابه و بناهای یک و دو طبقه است، گفت: (مصالح بکار رفته سنگ و آهک و قطر دیوارها بین ۶۰ تا ۹۰ سانتی‌متر پایداری و استحکام شهر را نمایان کرده و به عنوان مرکز ایالت ماه‌سبدان (ماسبذان) در کنار چشمه‌ای پرآب احداث شده و امروزه بنام سراب کلان شناخته می‌شود) و این متخصص باستان‌شناسی با بیان اینکه این شهر تاریخی زیبا در مساحتی بالغ بر ۱۰۰ هکتار ساخته شده یکی از بهترین جاذبه‌های گردشگری غرب کشور ایران محسوب می‌شود.

## جمعیت
بر پایه سرشماری عمومی نفوس و مسکن در سال ۱۳۹۵، جمعیت این روستا برابر با ۷۳۹ نفر (۱۹۷ خانوار) بوده است.